# Джем Генді
Джем Генді (англ. Jam Handy, 6 березня 1886 — 13 листопада 1983) — американський плавець.
Призер Олімпійських Ігор 1904 року. Засновник Jam Handy Organization (JHO), виробника комерційних кінофільмів, слайд-фільмів (пізніше відомих як кінострічки), торгових виставок, промислового театру та мультимедійних навчальних посібників. Вважається першою людиною, яка уявила собі дистанційне навчання, Генді зняв свій перший фільм у 1910 році і очолював компанію, яка випустила приблизно 7 000 кінофільмів і, можливо, до 100 000 слайд-фільмів, перш ніж була розпущена в 1983 році.